# XML Paper Specification
Open XML Paper Specification, XML Paper Specification, OpenXPS, XPS; wcześniej Metro - specyfikacja przechowywania i przeglądania dokumentów, opracowana przez Microsoft. Specyfikacja określa formaty i zasady dystrybucji, archiwizacji, renderingu i przetwarzania dokumentów XPS. Warty zauważenia jest fakt, że język znaczników XPS jest podzbiorem XAML dla Windows Presentation Foundation, a więc metody użyte do renderowania aplikacji Windows mogą być używane dla dokumentów.
XPS jest postrzegany jako potencjalna konkurencja dla Portable Document Format (PDF) ze względu na łatwość użycia, wszechobecność w przyszłych systemach Windows, a także mniejszy rozmiar programu do obecnych systemów. PDF zawiera jednak możliwości dynamiczne, których nie potrafi zastąpić XPS.
Microsoft zasugerował, że urządzenia, które chcą osiągnąć poziom Premium certyfikatu zgodności Windows Logo będą musiały posiadać sterowniki XPS do drukowania do 1 czerwca 2007. Wynika to z faktu, że format XPS jest wykorzystywany podczas wydruków w sesjach terminalowych. Dzięki zgodności urządzeń z XPS, nie jest konieczne instalowanie sterowników drukarek na serwerze.
XPS jest rozprowadzany z systemami Windows Vista oraz Windows 7 i jest wspierany przez firmy zajmujące się systemami drukowania biurowego, takimi jak Oce, Brother, Canon, Epson, Hewlett-Packard, Ricoh czy Xerox, a także firmy zajmujące się oprogramowaniem, jak na przykład Software Imaging i Informative Graphics

## Technologia
Plik XPS jest to archiwum w formacie ZIP, który zawiera pliki składające się na dokument, między innymi plik XML dla każdej strony, zagnieżdżone obrazy i czcionki, a także informacje zarządzania prawami cyfrowymi.

## Licencja
Aby rozpowszechnić ten format danych, Microsoft udostępnił XPS na zasadach licencji royalty free, pozwalając użytkownikom na tworzenie implementacji specyfikacji, dzięki której możliwe będzie odczytywanie, zapis i renderowanie plików XPS pod pewnymi warunkami. Sama specyfikacja jest udostępniona na licencji royalty free, pozwalając na jej swobodną dystrybucję.